# Step Back
Step Back è un album postumo di Johnny Winter, pubblicato dalla Megaforce Records nel settembre del 2014.
Nel 2015 il disco vinse un Grammy Awards come migliore album di blues.

## Tracce
1. Unchain My Heart – 3:15 (Bobby Sharp) – Johnny Winter Featuring Blues Brothers Horns
2. Can't Hold Out (Talk to Me Baby) – 4:09 (Willie Dixon) – Johnny Winter Featuring Ben Harper
3. Don't Want No Woman – 3:07 (Don Robey) – Johnny Winter Featuring Eric Clapton
4. Killing Floor – 4:28 (Howlin' Wolf) – Johnny Winter Featuring Paul Nelson
5. Who Do You Love – 2:52 (Bo Diddley) – Johnny Winter
6. Okie Dokie Stomp – 2:58 (Clarence Gatemouth Brown) – Johnny Winter Featuring Brian Setzer
7. Where Can You Be – 3:58 (Jimmy Reed) – Johnny Winter Featuring Billy Gibbons
8. Sweet Sixteen – 7:57 (B.B. King, Joe Josea) – Johnny Winter Featuring Joe Bonamassa
9. Death Letter – 3:39 (Son House) – Johnny Winter
10. My Babe – 4:25 (Willie Dixon) – Johnny Winter Featuring Jason Ricci
11. Long Tall Sally – 2:53 (Little Richard, Robert Blackwell, Enortis Johnson) – Johnny Winter Featuring Leslie West
12. Mojo Hand – 3:49 (Lightnin' Hopkins) – Johnny Winter Featuring Joe Perry
13. Blue Monday – 3:02 (Dave Bartholomew) – Johnny Winter Featuring Dr. John

Durata totale: 50:32

## Musicisti
Unchain My Heart
- Johnny Winter - voce, chitarra solista
- Paul Nelson - chitarra, chitarra ritmica, fills
- Mike DiMeo - organo Hammond B-3
- Scott Spray - basso
- Tommy Curiale - batteria
- Wendy Brown Rashad - accompagnamento vocale, coro
- Shauna Jackson - accompagnamento vocale, coro
- Cynthia Tharpe - accompagnamento vocale, coro
- Tom Bones Malone (Blues Brothers Horns) - trombone
- Blue Lou Marini (Blues Brothers Horns) - sassofono tenore
- Joe Meo (Blues Brothers Horns) - sassofono alto
- Don Harris (Blues Brothers Horns) - tromba

Can't Hold Out (Talk to Me Baby)
- Johnny Winter - voce, chitarra (primo assolo e chitarra slide fills)
- Ben Harper - voce, chitarra slide lap (secondo assolo e fills)
- Paul Nelson - chitarra, tutte le chitarre ritmiche
- Scott Spray - basso
- Tommy Curiale - batteria

Don't Want No Woman
- Johnny Winter - voce, chitarra (primo assolo e fills)
- Eric Clapton - chitarra (secondo assolo e fills)
- Paul Nelson - chitarra, tutte le chitarre ritmiche
- Mike DiMeo - pianoforte
- Scott Spray - basso
- Tommy Curiale - batteria

Killing Floor
- Johnny Winter - voce, chitarra ritmica (primo assolo)
- Paul Nelson - chitarra, chitarra ritmica (secondo assolo)
- Frank KingBee Latorre - armonica (harp)
- Scott Spray - basso
- Tommy Curiale - batteria

Who Do You Love
- Johnny Winter - voce, chitarra slide
- Paul Nelson - chitarra, tutte le chitarre: ritmiche elettriche e chitarre acustiche
- Mike DiMeo - pianoforte
- Scott Spray - basso
- Tommy Curiale - batteria
- Meredith Dimenna - accompagnamento vocale, coro

Okie Dokie Stomp
- Johnny Winter - voce, chitarra (main melody)
- Brian Setzer - chitarra (solista e ritmica fills)
- Paul nelson - chitarra, tutte le altre chitarre
- Mike DiMeo - pianoforte
- Scott Spray - basso
- Tommy Curiale - batteria
- Tom Bones Malone (Blues Brothers Horns) - trombone
- Blue Lou Marini (Blues Brothers Horns) - sassofono tenore
- Joe Meo (Blues Brothers Horns) - sassofono alto, sassofono tenore, sassofono baritono
- Don Harris (Blues Brothers Horns) - tromba

Where Can You Be
- Johnny Winter - voce, chitarra (primo assolo, fills e secondo assolo introduttivo)
- Billy Gibbons - chitarra (secondo assolo, fills e primo assolo introduttivo)
- Paul Nelson - chitarra, tutte le chitarre ritmiche
- Scott Spray - basso
- Tommy Curiale - batteria

Sweet Sixteen
- Johnny Winter - voce, chitarra (primo assolo e fills)
- Joe Bonamassa - chitarra (secondo assolo e fills)
- Paul Nelson - chitarra, chitarra ritmica
- Mike DiMeo - organo Hammond B-3
- Scott Spray - basso
- Tommy Curiale - batteria
- Tom Bones Malone (Blues Brothers Horns) - trombone
- Blue Lou Marini (Blues Brothers Horns) - sassofono tenore
- Joe Meo (Blues Brothers Horns) - sassofono alto
- Don Harris (Blues Brothers Horns) - tromba

Death Letter
- Johnny Winter - voce, chitarra steel

My Babe
- Johnny Winter - voce, chitarra solista
- Jason Ricci - armonica (harp)
- Paul Nelson - chitarra, tutte le chitarre ritmiche
- Mike DiMeo - pianoforte
- Scott Spray - basso
- Tommy Curiale - batteria

Long Tall Sally
- Johnny Winter - voce, chitarra ritmica (primo assolo e fills)
- Leslie West - chitarra (secondo assolo)
- Paul Nelson - chitarra, tutte le altre chitarre ritmiche e fills
- Mike DiMeo - pianoforte
- Scott Spray - basso
- Tommy Curiale - batteria

Mojo Hand
- Johnny Winter - voce, chitarra (primo assolo)
- Joe Perry - chitarra (secondo assolo)
- Paul Nelson - chitarra, tutte le chitarre ritmiche
- Scott Spray - basso
- Tommy Curiale - batteria

Blue Monday
- Johnny Winter - voce, chitarra
- Dr. John - pianoforte (introduzione, versi, outro)
- Paul Nelson - chitarra, chitarre ritmiche e fills
- Mike DiMeo - pianoforte (tutte le altre parti al pianoforte)
- Scott Spray - basso
- Tommy Curiale - batteria
- Tom Bones Malone (Blues Brothers Horns) - trombone
- Blue Lou Marini (Blues Brothers Horns) - sassofono tenore
- Joe Meo (Blues Brothers Horns) - sassofono alto
- Don Harris (Blues Brothers Horns) - tromba[2]